# Aeropuerto de Corn Island
El Aeropuerto Internacional de Corn Island (IATA: RNI, ICAO: MNCI) es un aeropuerto internacional público civil-militar que sirve a Great Corn Island en la Región Autónoma de la Costa Caribe Sur de Nicaragua y está ubicado en el área del centro de la isla conocida localmente como Brig Bay. El aeropuerto es administrado por la estatal Empresa Administradora de Aeropuertos Internacionales, más conocida como EAAI , Empresa Administradora de Aeropuertos Internacionales.
El Bluefields NDB (ident: CIS) está ubicado en el aeropuerto.
La pista del aeropuerto tiene 6,234 pies de largo y está ubicada a una altura de 18 pies.

## Expansión
Un programa de expansión estaba en marcha en 2011 y en 2013 se completó con la expansión de la pista de 4,750 pies a 6,234 pies y luego se renovó la antigua pista, se iban a agregar luces a la pista, pero a partir de 2023 todavía ha habido no hay más información al respecto. 
La Terminal también fue Remodelada como Modernizada con nuevas actualizaciones de infraestructura, máquinas de rayos x, dos oficinas de inmigración, dos cafeterías, nuevo estacionamiento.
Se amplió la pista para que puedan aterrizar aviones jet de tamaño mediano como Embraer E, Gulfstream G y Bombardier Challenger

## Aerolíneas domésticas
Vuelos nacionales
| Ciudades    | Nombre del aeropuerto                       | Aerolíneas |
| ----------- | ------------------------------------------- | ---------- |
| Corn Island | Aeropuerto de Corn Island                   | La Costeña |
| Managua     | Aeropuerto Internacional Augusto C. Sandino | La Costeña |

- Datos: Q1658250
- Multimedia: Corn Island Airport / Q1658250